# Nuevo Paraje
Nuevo Paraje är en ort i Mexiko.   Den ligger i kommunen Chicontepec och delstaten Veracruz, i den sydöstra delen av landet, 230 km nordost om huvudstaden Mexico City. Nuevo Paraje ligger 270 meter över havet och antalet invånare är 276.
Terrängen runt Nuevo Paraje är platt åt sydväst, men åt nordost är den kuperad. Runt Nuevo Paraje är det ganska tätbefolkat, med 80 invånare per kvadratkilometer. Närmaste större samhälle är Tepetzintla, 10,4 km öster om Nuevo Paraje. Trakten runt Nuevo Paraje består till största delen av jordbruksmark.